# Сура Аль-Мумтахана
Сура Аль-Мумтахана (араб. سورة الممتحنة‎) або Випробування — шістдесята сура Корану. Мединська, містить 13 аятів.